# Slavko Marić
Slavko Marić (in serbo Славко Марић?; Goražde, 7 marzo 1984) è un ex calciatore serbo, di ruolo difensore.

## Carriera
Ha giocato nella massima serie dei campionati serbo e georgiano.